# Les Arques de Coma de Vaca
Les Arques de Coma de Vaca és una petita coma muntanyenca al nord del riu de Coma de Vaca, capçalera del riu Freser, al municipi de Queralbs, el Ripollès, situada al vessant sud-est del pic de la Fossa del Gegant (2.808 m) entre el cim Alt de les Arques (2.792 m al serrat del Mig) i el pic superior de la Vaca (2.826 m), al costat sud del coll de Carançà (2.723 m).
A l'obra Onomasticon Cataloniae hi figuren dos llocs (topònims) al nord del Ripollès, al terme de Queralbs: Les Arques de Fresers, prop del pic de Bastiments (rocam) i el Pic de les Arques de Coma de Vaca, més a l'oest. (Torras, C.A. Pir. Cat. Ribes, 1935, p.138,149,150).
Amb el nom de Les Arques també s'anomena el vessant oriental del serrat del Mig (carena entre el pic de Rocs Blancs (2.786 m) i el pic de la Fossa del Gegant) amb una orientació SSO-NNE que cau damunt mateix del costat esquerre de la coma de les Arques de Coma de Vaca.